# Жак-Франсуа Мену
Жак-Франсуа Мену (*Jacques-François de Menou, 3 вересня 1750 —†13 серпня 1810) — французький генерал часів Першої республіки та Першої імперії, граф.

## Життєпис
Народився 1750 року у м. Буссе в аристократичній родині маркіза Рене Франсуа де Мену. Змолоду був зарахований до армії. Вже у 1789 році мав військове звання бригадира. Обирається до Генеральних штатів у 1789 році. У 1790 році обирається секретарем й президентом Національних зборів. У 1791 році займався озброєнням армії. Після втечі короля Людовика XVI робив спроби зберегти монархію. У 1792 році був одним з начальником Паризької армії. Тоді ж отримав чин бригадного генерала. У 1793 році воював у Вандеї. За успіхи проти повстанців отримав звання дивізійного генерала. У 1794–1795 роках був командувачем військ у Парижі. В цей час декілька разів був близький до страти, тому що не бажав застосовувати силу проти повстанців. Втім його врятував Наполеон Бонапарт. У 1795 році пішов у відставку.
Мену повернувся до армії лише у 1799 році, коли узяв участь в Єгипетському поході. Після загибелі у 1800 році генерала Клебера очолив війська Франції в Єгипті. Тут оженився на доньці місцевого торгівця. Втім діяв невдало й зрештою вимушений був здатися військам мамлюків й англійцям. У 1801 році він повернувся до Франції. У 1802 році увійшов до Трибунату. Того ж року очолив війська у П'ємонті. У 1803 році отримав Орден Почесного легіону, а у 1804 році — його великим офіцером. У 1805 році призначається військовим губернатором Тоскани. У 1807 році отримує посаду військового губернатора Венеції. У 1808 році Наполеон I робить Мену графом імперії. Помер на посаді губернатора Венеції 13 серпня 1810 року.

## Родина
Дружина — Сітті Зубейда
Діти:
- Жак-Мурад-Сулейман (1800—д/н)